# Новочесноковка
Новочесноко́вка — село  в Первомайском районе Алтайского края России. Входит в состав Жилинского сельсовета.

## География
Село находится на берегу реки Чесноковка, впадающей в протоку реки Обь.
Климат
Климат континентальный. Продолжительность периода с устойчивым снежным покровом составляет 160-170 дней, абсолютный минимум температуры воздуха достигает -50 °C. Средняя температура января −19,9 °C, июля — +19 °C. Безморозный период длится 110 — 115 дней, абсолютный максимум температуры воздуха достигает +33-35 °C. Годовое количество атмосферных осадков — 360 мм.
Уличная сеть
В селе 7 улиц: Дачная, Заречная, Молодёжная, Октябрьская, Транспортная, Центральная, Шукшина и переулок Нагорный.
Расстояние до
- районного центра Новоалтайск: 34 км.
- краевого центра Барнаул: 47 км.

Ближайшие населенные пункты
Новокопылово 5 км, Глушинка 6 км, Голубцово 7 км, Шпагино 7 км, Верх-Жилино 13 км, Жилино 13 км, Логовское 15 км, Бешенцево 16 км, Новый Мир 16 км.
Транспорт
Село соединяет с районным и областным центром федеральная автомагистраль Р-256 Чуйский тракт (Новосибирск—Бийск—Монголия), автодорога Р374 Белоярск — Заринск и сеть региональных автодорог. Ближайшая железнодорожная станция Алтайская находится в городе Новоалтайск.

## История
Деревня Новочесноковка основана в 1823 году (хронологические варианты — деревня Ново-Чесноковка, деревня Ново-Чесноковская, деревня Дёмина), располагалась по обоим берегам реки Чесноковка.
Прежнее название — деревня Дёмина — произошло от фамилии одного из старших поселенцев. Современный ойконим Новочесноковка имеет в основе своей гидроним, так как село находится возле одноимённой реки. Компонент «ново-» указывает на то, что село, в сравнении с деревней Чесноковской, основано позднее.
По Списку населенных мест Томской губернии за 1911 год, в деревне Ново-Чесноковка (она же Дёмина) находилось 134 двора. Число жителей мужского пола 437 душ, женского — 452. Расположена по обоим берегам реки Чесноковки. Имеется школа грамоты, две мануфактурные лавки, маслодельный завод.
Деревня Новочесноковка относилась к Новокопыловскому церковному приходу. По Справочной книге Томской епархии за 1909—1910 годы, в приходе была церковь деревянная однопрестольная во имя Святителя и Чудотворца Николая, построена в 1902 году. Прихожан обоего пола насчитывалось 1754 человека, в том числе раскольников — 38 чел.
В Ново-Чесноковке была церковная школа грамоты, куда ходили и дети из села Ново-Копыловское. Общее число учащихся — 77 человек. Священник Леонтий Иванович Тяжелов из Барнаульская духовного училища, служил учителем церковных школ с 1900 по 1903 год.
Согласно Списку населенных мест Сибирского края за 1928 год, в Ново-Чесноковке имелся сельский совет, школа. Число дворов — 231, жителей: мужчин — 533, женщин — 637.

## Население
| 1997 | 1998 | 1999 | 2000 | 2001 | 2002 | 2003 |
| ---- | ---- | ---- | ---- | ---- | ---- | ---- |
| 211  | ↘210 | ↗213 | ↘211 | ↘208 | ↗210 | ↗219 |
| 2004 | 2005 | 2006 | 2007 | 2008 | 2009 | 2010 |
| ↘201 | ↗217 | ↘195 | ↘177 | ↗179 | ↘163 | ↗174 |
| 2011 | 2012 | 2013 |      |      |      |      |
| ↗175 | ↘166 | ↘147 |      |      |      |      |

## Инфраструктура
Новочесноковка относится к отдаленным местностям, находится на границе с Косихинским и Заринским районами, в отдалении от основной автомобильной трассы. В деревне практически отсутствует современная инфраструктура. В школу дети ездят в соседнее село Жилино. Библиотечный пункт — небольшой стеллаж в магазине, куда жители села сами приносят книги на обмен. Почтовое отделение находится в селе Новокопылово, почтальон развозит письма по обеим сторонам реки.